# Platylygus andrei
Platylygus andrei är en insektsart som beskrevs av Knight 1970. Platylygus andrei ingår i släktet Platylygus och familjen ängsskinnbaggar. Inga underarter finns listade i Catalogue of Life.